# Corambe pacifica
Corambe pacifica MacFarland & O'Donoghue, 1929 è un mollusco nudibranchio della famiglia Corambidae.

## Descrizione
Ha la forma di un disco ovale appiattito; la testa è piccola, i tentacoli della bocca sono corti. I rinofori sono di colore chiaro, traslucidi e retraibili. Le branchie sono pinnate e variano di numero, da 6 a 14 per ogni lato. Il colore del manto è variabile, dal bianco all'arancio, al marrone. Il piede è di colore chiaro, traslucido, con una linea marginale bianca. Approssimativamente la grandezza non supera i 15 mm.

## Biologia
Si nutre di briozoi del genere Macrocystis e Membranipora. Sono in competizione per lo stesso cibo con altri nudibranchi della specie Corambe steinbergae.

## Distribuzione e habitat
Esemplari sono stati rinvenuti a Sud di Mismaloya, a Puerto Vallarta, nello stato messicano di Jalisco, dal lato dell'Oceano Pacifico.